# Панджшер (провінція)
Вилайят Панджшер — (дарі پنجشیر, дос. «П'ять Левів»), одна з тридцяти чотирьох областей Афганістану. Населення 328 620 людей, площа — 3 610 км². Адміністративний центр — місто Базарак.

## Історія

### Опір талібам
В області до серпня 2021 року базувалися основні сили військ НАТО на чолі з США. У серпні 2021 року, під час наступу Талібану, провінція залишалась єдиною, яку не окупували бойовики.
Після 15 серпня 2021 року віцепрезидент Афганістану Амірулла Салех оголосив себе президентом Афганістану замість Ашрафа Гані, який втік з країни. Центр опору талібам перемістився до цієї провінції Афганістану.
Також в цій провінції базуються загони Ахмада Масуда-молодшого, сина одного з найвідоміших польових командирів «Північного Альянсу», антиталібанської організації, яка з 1996 по 2001 роки воювала з талібами за підтримки Росії, Китаю та Індії.

## Райони
- Анаба
- Рокха
- Базарак
- Шотул
- Сафід Чер
- Дарах